# س. إملن يوربان
س. إملن يوربان (بالإنجليزية: C. Emlen Urban)‏ هو مهندس معماري أمريكي، ولد في 26 فبراير 1863 في Conestoga Township, Pennsylvania ‏ في الولايات المتحدة، وتوفي في 21 مايو 1939 في لانكستر في الولايات المتحدة.